# 维克托·库利科夫

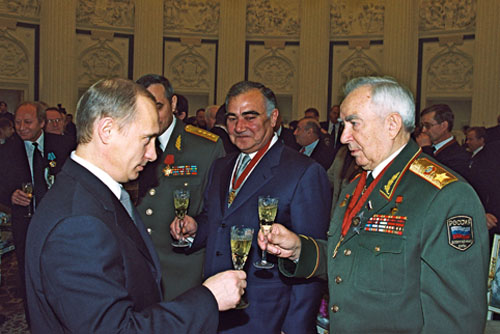
庫利科夫元帥和普京於2001年見面

维克托·格奥尔基耶维奇·庫利科夫（俄语：Виктор Георгиевич Куликов，1921年7月5日—2013年5月28日），蘇聯軍事家，蘇聯元帥，華沙公約組織最後一任聯合武裝部隊總司令（1977年－1989年）。

## 生平
库利科夫生於一個農民家庭。他在1939年参加苏聯紅军，並在1941年毕业于格罗德诺军事學校，成為一個陸軍中尉，被分配到基辅特别军区任排长。
蘇德战争爆發后，库利科夫先后在西南方面军、加里宁方面军、波罗的海沿岸第1方面军和白俄罗斯第2方面军参加战鬥，歷任侦察营摩托连连长和坦克营参谋长。1943年8月至1945年5月，他被任命為独立坦克第143旅（後於1945年2月改為近卫重型自行火炮旅）参谋长，參加斯摩棱斯克、白俄罗斯、里加、东普鲁士等方面的作戰，協助战斗行动的策划。在此期間，他在1942年加入苏联共产党。
战后，库利科夫歷任第3近衛坦克團副團長、第155機械化團團長、第69機械化師師長、第118摩托化步兵師師長等職務；也在白俄羅斯軍區和突厥斯坦軍區的裝甲兵司令部中服務。在此期間，他先後在列寧格勒高级装甲坦克军官学校（1947年）、伏龙芝军事学院（1953）和总参謀部军事学院（1959年）中進修。
1959年，库利科夫在总参謀部军事学院畢業後，出任白俄羅斯軍區的近卫坦克第5集团军副司令，分管作戰訓練。1962年2月調任列寧格勒軍區的第六集团军第一副司令，1964年6月升任司令（駐紮於彼得羅扎沃茨克）。隨後，他調任隸屬於苏军驻德集群的近卫坦克第2集团军司令。1967年至1969年，库利科夫擔任基辅军区司令。
1969年，库利科夫再次從总参謀部军事学院的進修課程中結業，隨後在同年10月擔任苏军驻德集群总司令兩年後的1971年9月，他升任苏联国防部第一副部长兼蘇聯武装力量总参谋长。
1971年4月9日，库利科夫獲選为苏联共产党中央委员会委員（連任至1989年4月25日）。
1977年1月，库利科夫被任命为華沙公約組織聯合武裝部隊總司令。
1989年2月至1992年1月，库利科夫出任国防部总监察长。1992年1月起任獨立國家聯合體聯合武裝部隊顧問。
库利科夫於1992年退休，該年5月起出任俄羅斯聯邦國防部的顧問。
在1989年至2003年，库利科夫被選為蘇聯及俄羅斯立法機構的成員。在1999年至2003年，他出任俄羅斯國家杜馬退伍軍人委員會主席。同時，他也是統一俄羅斯黨最高委員會成員之一。
2013年5月28日，库利科夫因长期患重病于莫斯科去世，享年91岁。
2013年5月31日，俄羅斯国防部在俄军文化中心举行告别仪式；同日，库利科夫長埋於新圣女公墓

## 軍銜
- 上校　　：1951年2月17日
- 少將　　：1958年2月18日
- 中將　　：1965年6月16日
- 上將　　：1967年5月4日
- 大將　　：1970年4月29日
- 蘇聯元帥：1977年1月14日

## 榮譽
库利科夫在其服役期間多次獲得蘇聯及其他國家的榮譽。在其退伍後，也獲頒俄羅斯的勳章獎章。以下為其所獲的部分榮譽

### 蘇聯及俄羅斯勳章獎章
| | 蘇聯英雄金星獎章： 1981年7月3日                                                         |
| | 二級為國家立功勳章：2001年7月10日（為他對加強國家的防禦和立法活動的巨大貢獻。）         |
| | 三級為國家立功勳章：1996年7月3日（為他向俄羅斯聯邦武裝力量的發展和改革的貢獻。）        |
| | 四級為國家立功勳章：2011年6月23日（為他在加強國家的防禦能力的公益活動的多年服務。）     |
| | 軍功勳章(俄羅斯)                                                                        |
| | 榮譽勳章 ：2006年7月5日（為他在加強該國的國防和青年的愛國主義教育做了大量的工作優劣。） |
| | 列寧勳章：1971年7月2日、1978年2月21日、1981年 7月3日、 1988年2月19日                    |
| | 紅旗勳章：1943年10月26日、1944年7月20日、1968年2月22日                                  |
| | 一級衛國戰爭勳章： 1943年9月7日、1945年5月12日、1985年4月6日                            |
| | 紅星勳章：1955年10月26日                                                                |
| | 三級在蘇聯武裝力量中為祖國服務勳章：1975年4月30日                                       |
| | 英勇獎章                                                                                |
| | 朱可夫獎章                                                                              |
| | 戰功獎章                                                                                |
| | 弗拉基米爾·伊里奇·列寧誕辰一百週年紀念獎章                                              |
| | 救火英勇獎章                                                                            |
| | 保衛蘇聯國界有功獎章                                                                    |
| link=https://zh.wikipedia.org/wiki/File:Ribbon_bar_for_the_medal_for_the_Defense_of_Moscow.png （页面存档备份，存于）                                                                                       | 保衛莫斯科獎章                                                                          |
| link=https://zh.wikipedia.org/wiki/File:Defstalingrad.png （页面存档备份，存于） | 保衛史達林格勒獎章                                                                      |
| | 1941-1945年大衛國戰爭戰勝德國獎章                                                       |
| | 1941-1945年大衛國戰爭二十週年紀念獎章                                                   |
| | 1941-1945年大衛國戰爭三十週年紀念獎章                                                   |
| | 1941-1945年大衛國戰爭四十週年紀念獎章                                                   |
| | 1941-1945年大衛國戰爭五十週年紀念獎章                                                   |
| | 1941-1945年大衛國戰爭六十週年紀念獎章                                                   |
| | 1941-1945年大衛國戰爭六十五週年紀念獎章                                                 |
| | 莫斯科建城八百五十週年紀念獎章                                                          |
| | 蘇聯武裝力量老兵獎章                                                                    |
| | 鞏固戰鬥友誼獎章                                                                        |
| | 蘇聯陸海軍三十週年紀念獎章                                                              |
| | 蘇聯武裝力量四十週年紀念獎章                                                            |
| | 蘇聯武裝力量五十週年紀念獎章                                                            |
| | 蘇聯武裝力量六十週年紀念獎章                                                            |
| | 蘇聯武裝力量七十週年紀念獎章                                                            |
| | 蘇聯民兵五十週年紀念獎章                                                                |
| link=https://zh.wikipedia.org/wiki/File:SU Medal In Commemoration of the 800th Anniversary of Moscow ribbon.svg （Medal In Commemoration of the 800th Anniversary of Moscow ribbon.svg 页面存档备份，存于） | 莫斯科建城八百週年紀念獎章                                                              |
| | 一級圓滿服役獎章                                                                        |
| | 列宁奖：1983年                                                                          |

## 外部連結
- （俄文）Text of a 2005 interview
- （俄文）Biografia in Russian （页面存档备份，存于）

| 军职                     | 军职                                                  | 军职               |
| ------------------------ | ----------------------------------------------------- | ------------------ |
| 前任： 伊万·雅库鲍夫斯基 | 第四任華沙公約組織聯合武裝部隊最高司令 1977年－1989年 | 繼任： 彼德·卢舍夫 |